# Samantha Le Cocguen
Samantha Le Cocguen, née le 3 septembre 1990 à Corbeil-Essonne, est une samboïste et judokate française.
Débutant le judo à l'âge de 6 ans, elle intègre le Pôle Espoir Judo de Montpellier en 2005 puis le Pôle France de Bordeaux en 2007.

Plusieurs fois championne de France et pour la dernière fois Championne de France en 2019 dans la catégorie des moins de 56 kg à Lormont.
Première Française ayant remporté la Coupe du Monde Universitaire à Pragues en 2010.
Elle se classe 5éme au Championnats du Monde de Sambo dans la catégorie des moins de 52 kg, à Minsk en Biélorussie.
Elle obtient la médaille de bronze dans la catégorie des moins de 56 kg aux Championnats du monde de sambo 2020 à Novi Sad.